# Fuerzas Armadas (España)
Las Fuerzas Armadas de España son la entidad perteneciente al Ministerio de Defensa que agrupa el Ejército de Tierra, la Armada y el Ejército del Aire y del Espacio. Conforme a la Constitución española, tienen la misión de garantizar la soberanía e independencia de España, defender su integridad territorial y el ordenamiento constitucional.
El mando supremo de las Fuerzas Armadas corresponde al rey de España, que ejerce como capitán general de los Ejércitos, mientras que el presidente del Gobierno dirige la política de defensa y determina los objetivos militares, así como gestionar las situaciones que afecten a la defensa nacional y ejercer la dirección estratégica de las operaciones militares. El mando operativo recae en el jefe de Estado Mayor de la Defensa, un general de ejército, almirante general o general del aire, dependiendo de la rama de las Fuerzas Armadas a la que pertenezca, que dirige el Estado Mayor de la Defensa. El resto de la cúpula militar está formada por el jefe de Estado Mayor del Ejército de Tierra (JEME), el jefe de Estado Mayor de la Armada (AJEMA) y el jefe de Estado Mayor del Ejército del Aire y del Espacio (JEMA). El nombramiento de los jefes de Estado Mayor corresponde al presidente del Gobierno, a propuesta del ministro de Defensa.
Las Fuerzas Armadas españolas forman parte de la Fuerza de la Unión Europea (EUFOR) y del Eurocuerpo. Asimismo, están integradas en la estructura militar de la Organización del Tratado del Atlántico Norte (OTAN), alianza en la que España ingresó en 1982. Además, cuentan con el cuerpo de infantería de marina más antiguo del mundo y las dos unidades militares permanentes más antiguas del mundo: el Regimiento de Infantería Inmemorial del Rey n.º 1 y el Regimiento de Infantería «Soria» n.º 9.
De acuerdo al Anuario Estadístico Militar del año 2023, a finales de este año las Fuerzas Armadas españolas disponían de 145 835 efectivos militares, de los cuales 121 802 estaban en activo y 24 033 en la reserva.

## Componentes

### Ramas

#### Ejército de Tierra

Emblema del Ejército de Tierra.

El Ejército de Tierra tiene la misión de garantizar la soberanía e independencia de España, defender su integridad territorial y el ordenamiento constitucional. Su comienzo data del siglo XV y es considerado uno de los ejércitos más importantes a nivel europeo y mundial, contribuyendo en distintas misiones haciéndole ganar un reconocimiento internacional. Cuenta con cerca de 80 000 efectivos.

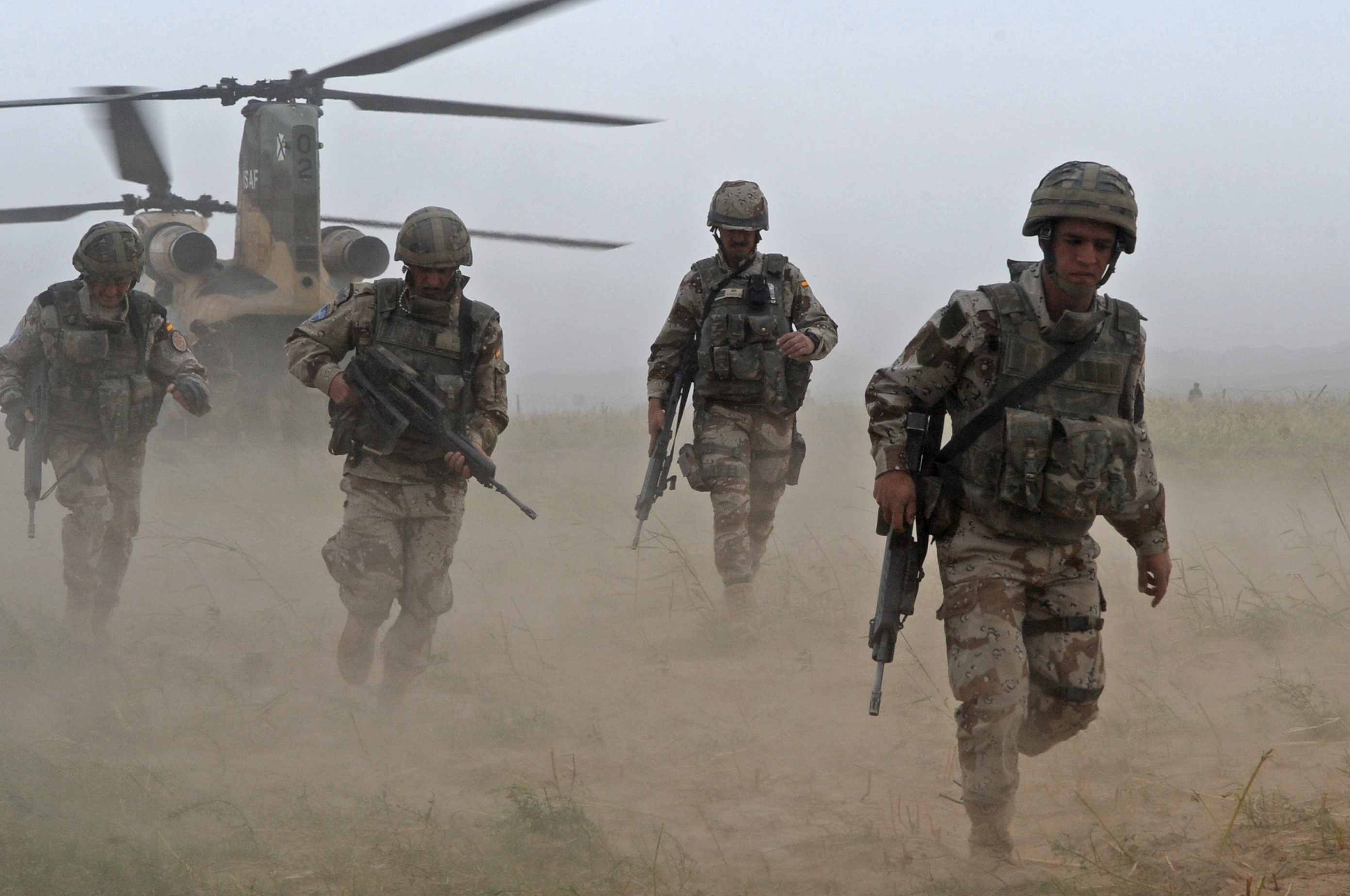
Soldados españoles en Afganistán
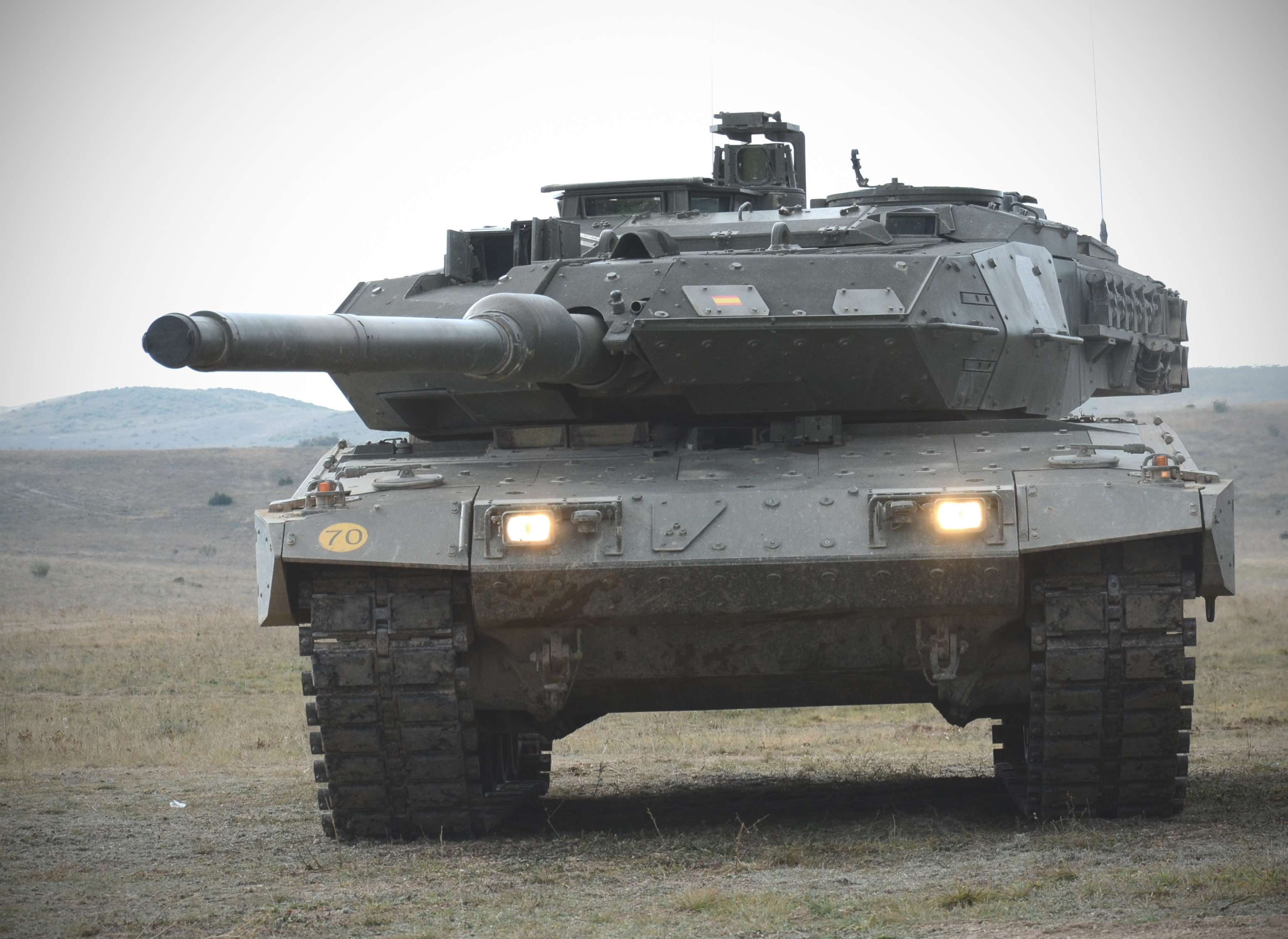
Carro de combate Leopardo 2E del Ejército de Tierra
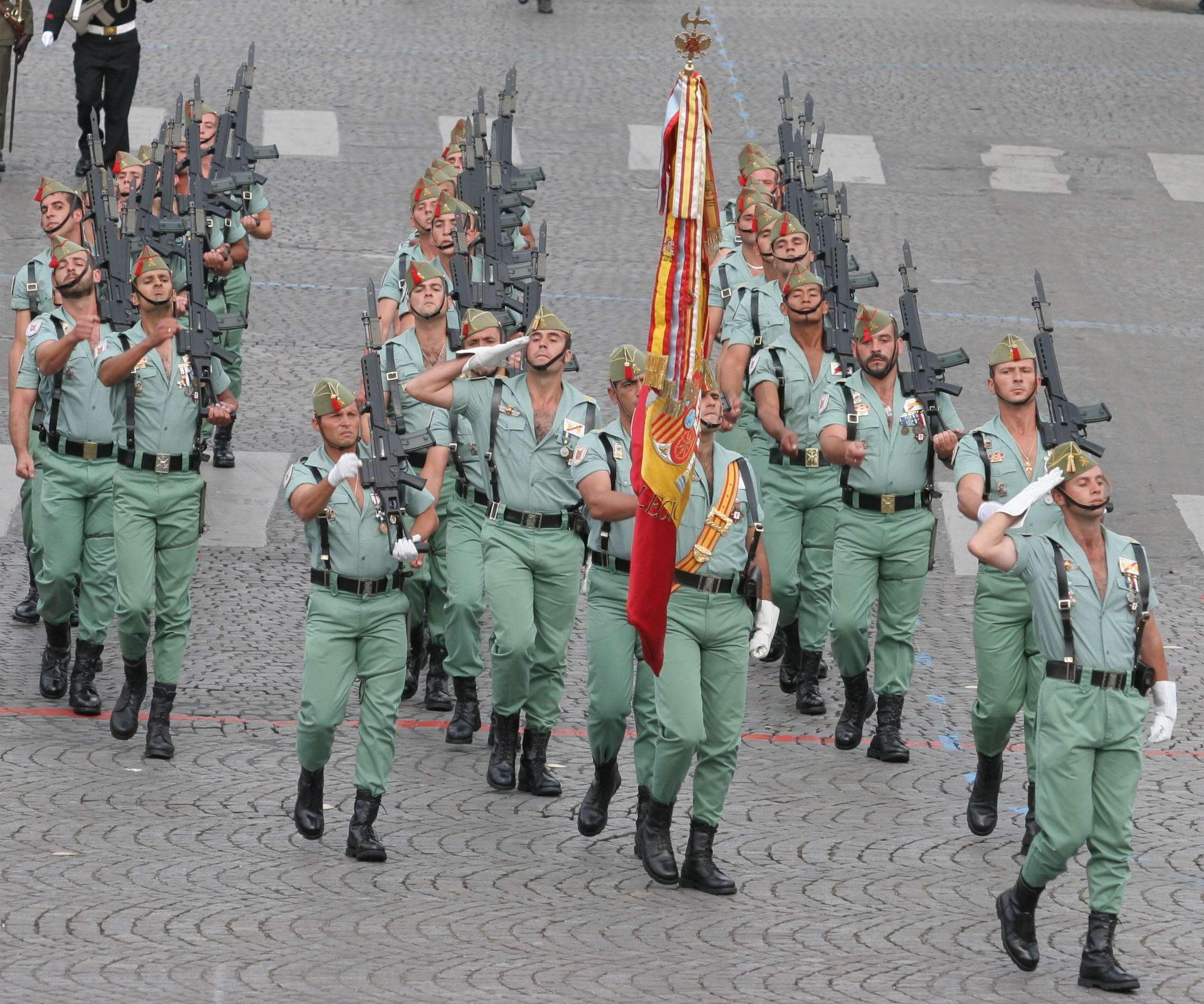
Tercio «Don Juan de Austria» de La Legión

#### Armada

Emblema de la Armada.

La Armada tiene la obligación de garantizar la soberanía e independencia de España, el ordenamiento constitucional, defender su integridad territorial con cuidado especial en el ámbito marino. Es una de las fuerzas navales en actividad más antiguas del mundo, su comienzo data del siglo XV. Hoy en día la Armada es una de las más importantes de Europa, siendo una de las ocho únicas fuerzas navales del globo capaces de proyectar un nivel importante de fuerza en su propio hemisferio. Cuenta con cerca de 22 000 efectivos.

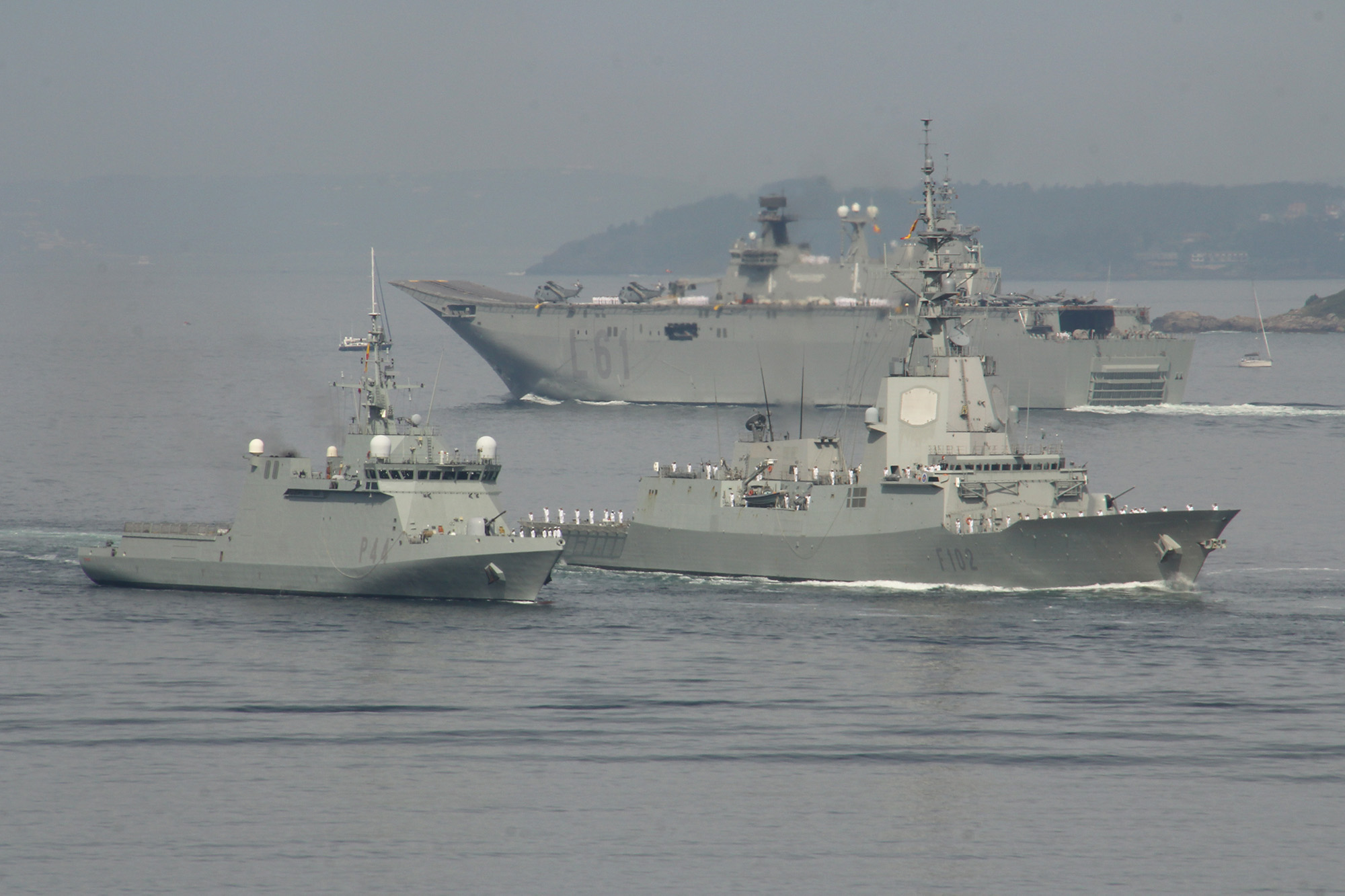
El buque Juan Carlos I (fondo) junto al Tornado (izq.) y al Almirante Juan de Borbón (der.)
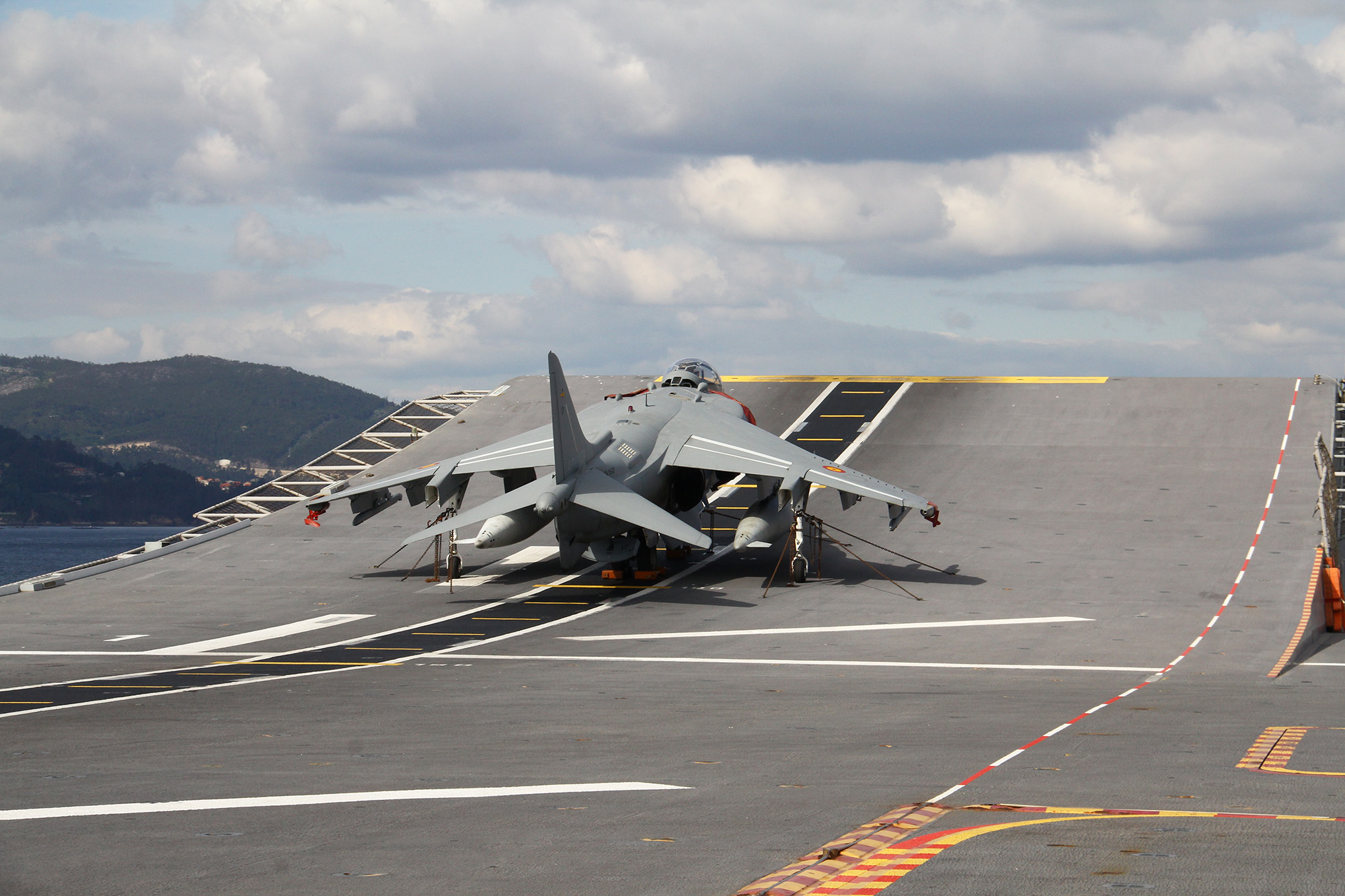
Un EAV-8B+ Harrier II en la rampa de despegue del Juan Carlos I
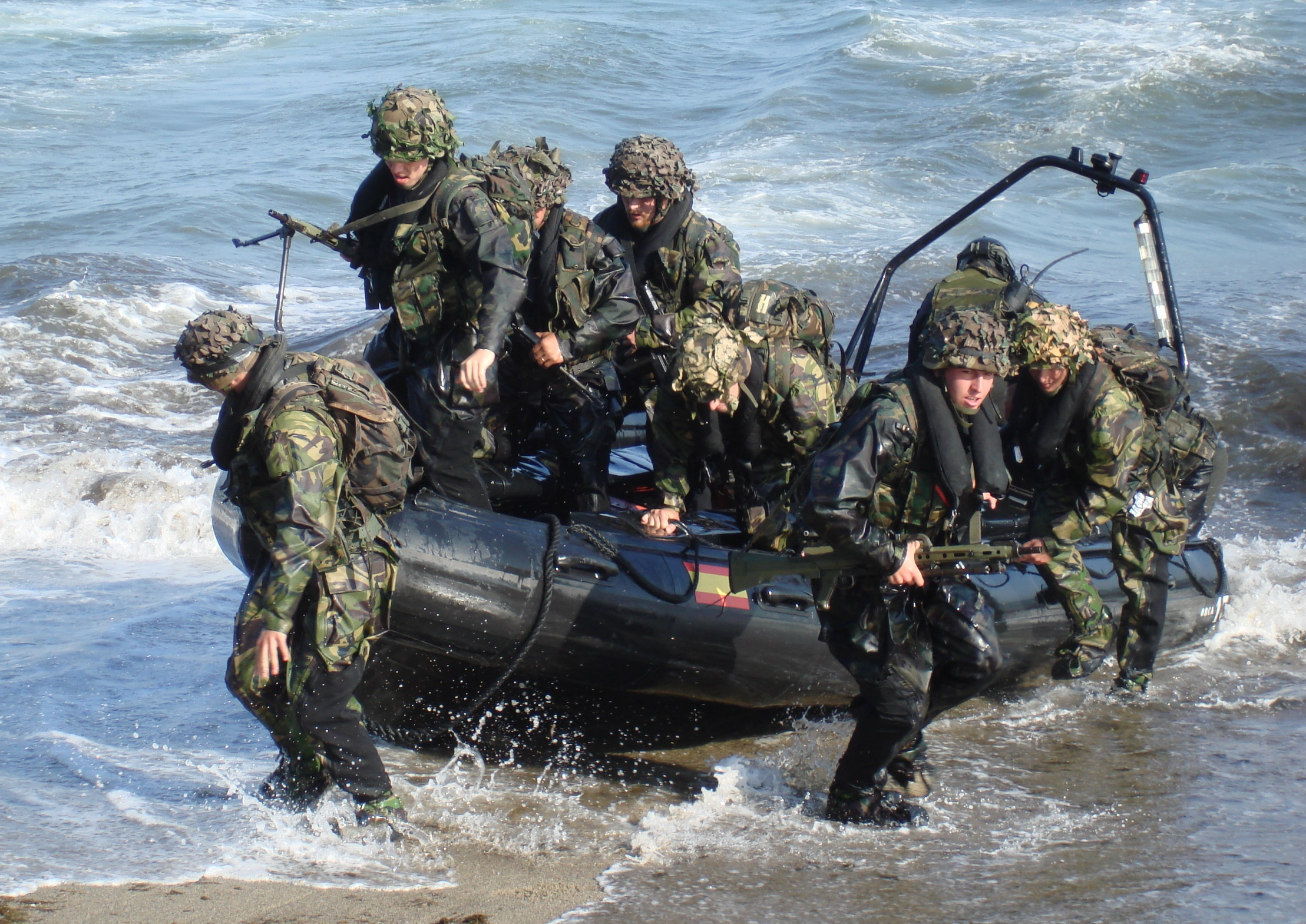
Infantes de marina desembarcando de una lancha Super Cat

#### Ejército del Aire y del Espacio

Emblema del Ejército del Aire y del Espacio.

El Ejército del Aire y del Espacio tiene la obligación de garantizar la soberanía e independencia de España, el ordenamiento constitucional, defender su integridad territorial con cuidado especial en su espacio aéreo y mantener la seguridad internacional, en operaciones de paz y ayuda humanitaria. Cuenta con 22 000 efectivos.

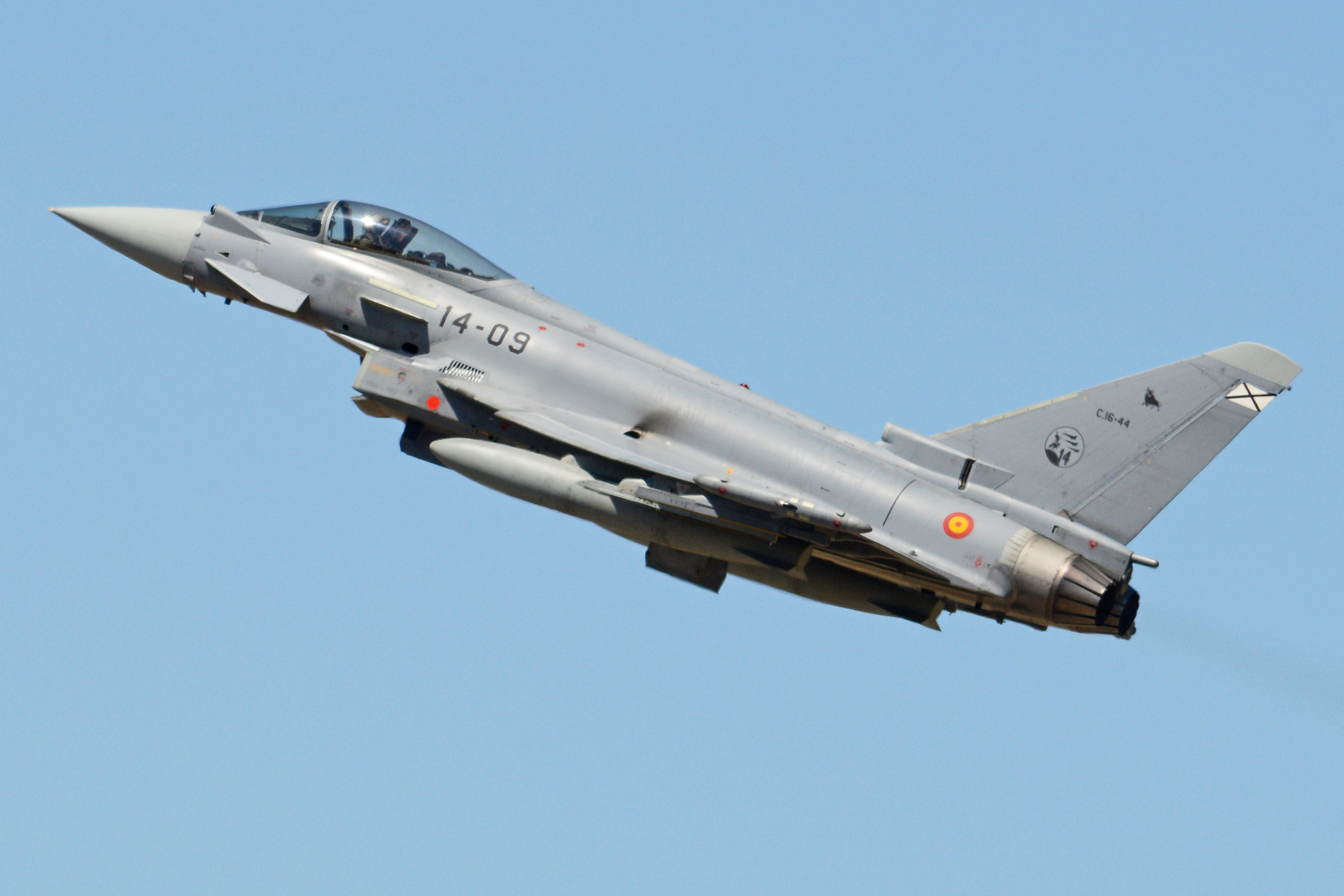
Eurofighter Typhoon español.
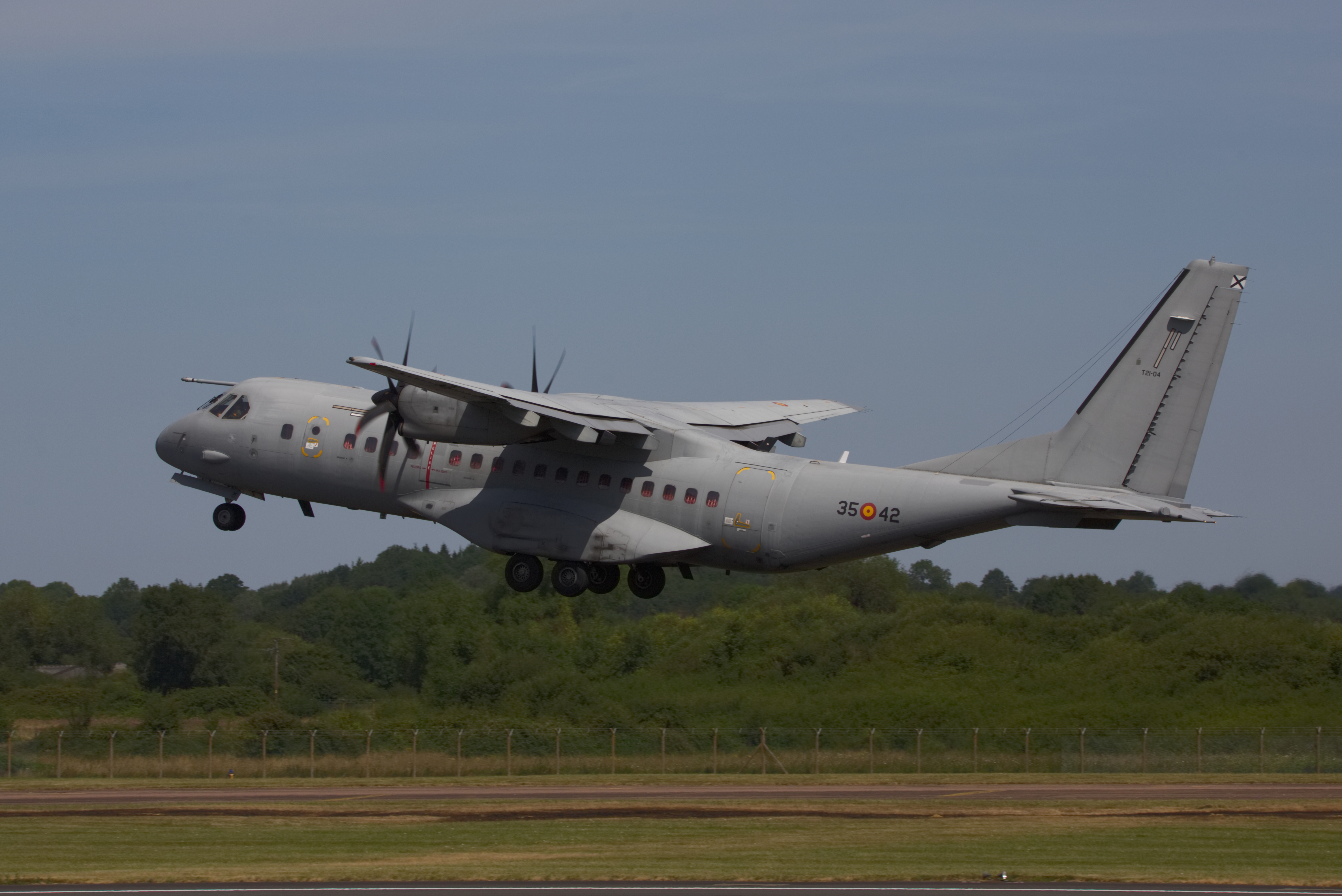
Avión de transporte CASA C-295
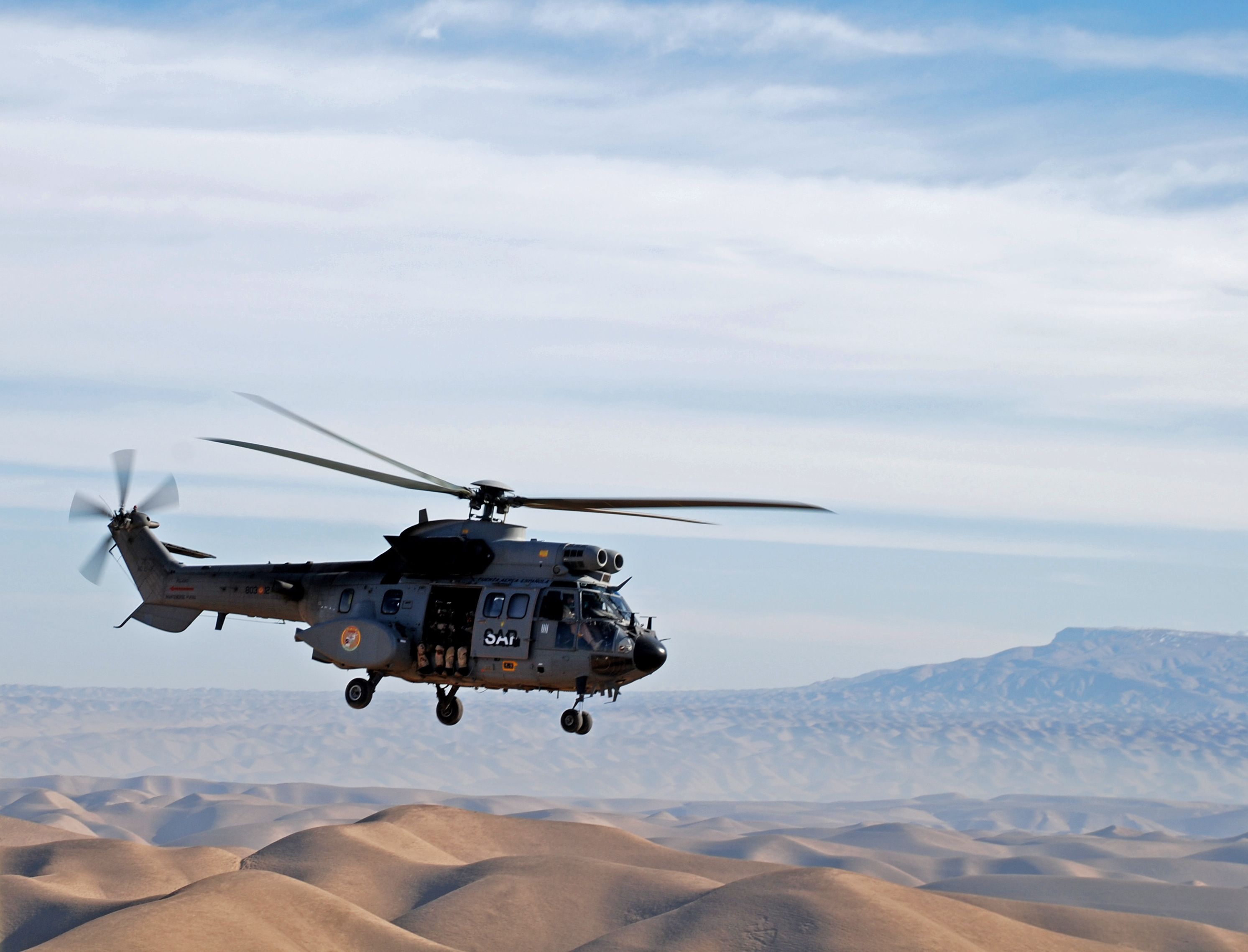
Helicóptero Super Puma sobrevolando Afganistán

### Cuerpos Comunes
Los Cuerpos Comunes de las Fuerzas Armadas son cuerpos militares que conforman cuatro ámbitos: el de Intervención, el Jurídico Militar, el de Sanidad y el de Músicas Militares. Anteriormente estos cuerpos estaban integrados en cada uno de los tres ejércitos, se unificaron y pasaron a depender directamente del Ministerio de Defensa por razones de eficacia y economía de medios. 2991 efectivos forman estos cuerpos militares.

Emblemas de los Cuerpos Comunes de las Fuerzas Armadas
Cuerpo Jurídico Militar
Cuerpo Militar de Intervención
Cuerpo Militar de Sanidad
Cuerpo de Músicas Militares

### Unidades conjuntas

Emblema de la Guardia Real.

Emblema de la Unidad Militar de Emergencias.

Unidades integradas por miembros de las tres ramas de las Fuerzas Armadas y de los Cuerpos Comunes.

#### Guardia Real
La Guardia Real constituye la representación de las Fuerzas Armadas españolas al servicio del rey, al estar formada por miembros del Ejército de Tierra, la Armada, el Ejército del Aire y del Espacio y los Cuerpos Comunes. Data de 1504 y cuenta con 1500 efectivos. La Guardia Real, junto a la Guardia Suiza Pontificia y los Yeomen Warders británicos, está considerada una de las unidades militares más especializadas en escolta y protección del mundo. Tienen la misión de proporcionar el servicio de guardia militar, rendir honores y dar escoltas al rey y a los miembros de su familia que se determinen, prestando análogos servicios a los jefes de Estado extranjeros cuando se ordene.

#### Emergencias
La Unidad Militar de Emergencias (UME) tiene el cumplimiento de intervenir en caso de grave riesgo, catástrofe, calamidad pública u otras situaciones graves. La forman 3500 efectivos.

## Misiones
España participó, junto con sus aliados (Francia, Reino Unido, Italia, Dinamarca, Estados Unidos, Canadá) en la ofensiva contra Gadafi en Libia, aportando un avión cisterna, cuatro F-18, una fragata, un submarino y un avión de vigilancia, además del soporte logístico ofrecido por las bases de Morón y Rota.
España, en estos momentos, tiene varias misiones activas en el extranjero: en Líbano con otros 1290 hombres. En diciembre de 2006, el Gobierno de España estableció en 7000 el número máximo de efectivos desplegados simultáneamente en misiones internacionales.
España pertenece a la OTAN desde 1982, siendo ratificada su permanencia vía referéndum en el año 1986. Las condiciones fueron la reducción de bases aéreas y militares estadounidenses ubicadas en territorio nacional desde 1953, año en que se firmaron los primeros acuerdos con Estados Unidos desde la Segunda Guerra Mundial, y la no integración en el aparato militar de la Alianza Atlántica. Ambas condiciones siguen sin cumplirse. 
Desde la llegada de la democracia, el contacto directo con diversas naciones, la progresiva introducción de España en los asuntos internacionales, la profesionalización del Ejército de Tierra, la Armada y del Ejército del Aire y del Espacio, junto con el esfuerzo económico realizado, han hecho que las Fuerzas Armadas Españolas hayan mejorado considerablemente.

### Misiones en el extranjero
Actualmente, 2900 miembros de las Fuerzas Armadas y de la Guardia Civil formaban parte de alguna de las diecisiete operaciones en las que España tiene una participación activa.
De acuerdo con los datos ofrecidos por el Mando de Operaciones, estas son las misiones que desarrollan actualmente las Fuerzas Armadas y Guardia Civil:
| Misiones con la Unión Europea                                   |      |                                |                                    | |
| EUFOR ALTHEA Bosnia                                             | 2004 | Bosnia y Herzegovina           | 3 militares                        | Asesoramiento a las Fuerzas Armadas de Bosnia y Herzegovina. Dar cumplimiento a los acuerdos de Dayton. |
| Operación Atalanta                                              | 2008 | Océano Índico ( Yibuti)        | 350 militares                      | Lucha contra la piratería en el océano Índico así como protección del programa de alimentos de la ONU. |
| EUTM Somalia                                                    | 2010 | Somalia                        | 20 militares                       | Adiestramiento de las Fuerzas Armadas de Somalia, con la cooperación de la ONU y la Unión Africana. |
| EUTM Malí                                                       | 2013 | Mali                           | 140 militares                      | Asesoramiento en el sector de la seguridad y adiestramiento del Ejército Nacional de Malí. |
| EUTM RCA                                                        | 2016 | República Centroafricana       | 8 militares                        | Adiestramiento de las Fuerzas Armadas del Gobierno de la República Centroafricana como parte del Eurocuerpo |
| EUTM-MozambiqueE                                                | 2021 | Mozambique                     | 2 observadores militares           | El desarrollo de capacidades de las unidades de las fuerzas armadas mozambiqueñas. Formación militar y formación especializada en la lucha contra el terrorismo.                                                                                  |
| Misiones con la OTAN                                            |      |                                |                                    | |
| Policía Aérea del Báltico (BAP)                                 | 2004 | Estonia Lituania               | 200 militares 12 cazas de combate  | Refuerzo de la vigilancia del espacio aéreo de la OTAN en el sector báltico. Cubrir las limitaciones que en materia de defensa aérea tienen los países bálticos.                                                                                  |
| Operación Apoyo a Turquía                                       | 2014 | Turquía                        | 150 militares                      | La misión Apoyo a Turquía está enmarcada en el compromiso de España con sus aliados en temas de seguridad, vecindad y solidaridad. |
| Operación Apoyo a Irak                                          | 2015 | Irak                           | 290 militares                      | Contribuir al fortalecimiento de las Fuerzas Armadas iraquíes con la finalidad de derrotar al DAESH y alcanzar los objetivos nacionales establecidos.                                                                                             |
| Sea Guardian                                                    | 2016 | Espacio marítimo de la OTAN    | 2 buques 1 submarino 1 avión       | Seguridad marítima y lucha contra el terrorismo en el Mediterráneo. |
| Grupos navales permamentes (SNMG 1 y 2)                         | 2017 | Espacio marítimo de la OTAN    | 2 fragatas 1 cazaminas 1 BAM 1 BAC | Unidades navales permanentes de primera respuesta de la OTAN. |
| Presencia Reforzada Avanzada (EFP)                              | 2017 | Letonia                        | 850 militares                      | Refuerzo de la vigilancia de las fronteras terrestres y del espacio aéreo de la OTAN en el sector oriental. Demostrar la naturaleza defensiva de la OTAN y disuadir a Rusia de la agresión o la amenaza de agresión contra los Aliados de la OTAN |
| Policía Aérea Reforzada (EAP)                                   | 2021 | Rumania Bulgaria               | 40 militares cazas de combate      | Refuerzo de la vigilancia de las fronteras terrestres y del espacio aéreo de la OTAN en el sector oriental. Demostrar la naturaleza defensiva de la OTAN y disuadir a Rusia de la agresión o la amenaza de agresión contra los Aliados de la OTAN |
| Misiones con la ONU                                             |      |                                |                                    | |
| UNIFIL                                                          | 2006 | Líbano                         | 650 militares                      | Vigilancia del mantenimiento de la paz entre Líbano e Israel. |
| MVNUC Colombia                                                  | 2016 | Colombia                       | 8 observadores                     | Observadores del proceso de paz en Colombia. |
| Cooperación con otros estados                                   |      |                                |                                    | |
| Destacamento Marfil                                             | 2013 | Senegal (base)                 | 70 militares                       | Apoyo militar para facilitar el transporte aéreo de la misión de la UE en Malí y Sahel. |
| Actividades de Seguridad Cooperativa y de Diplomacia de Defensa | 2014 | Golfo de Guinea Unión Africana | Varios buques                      | Actividades de seguridad cooperativa con otros países. |

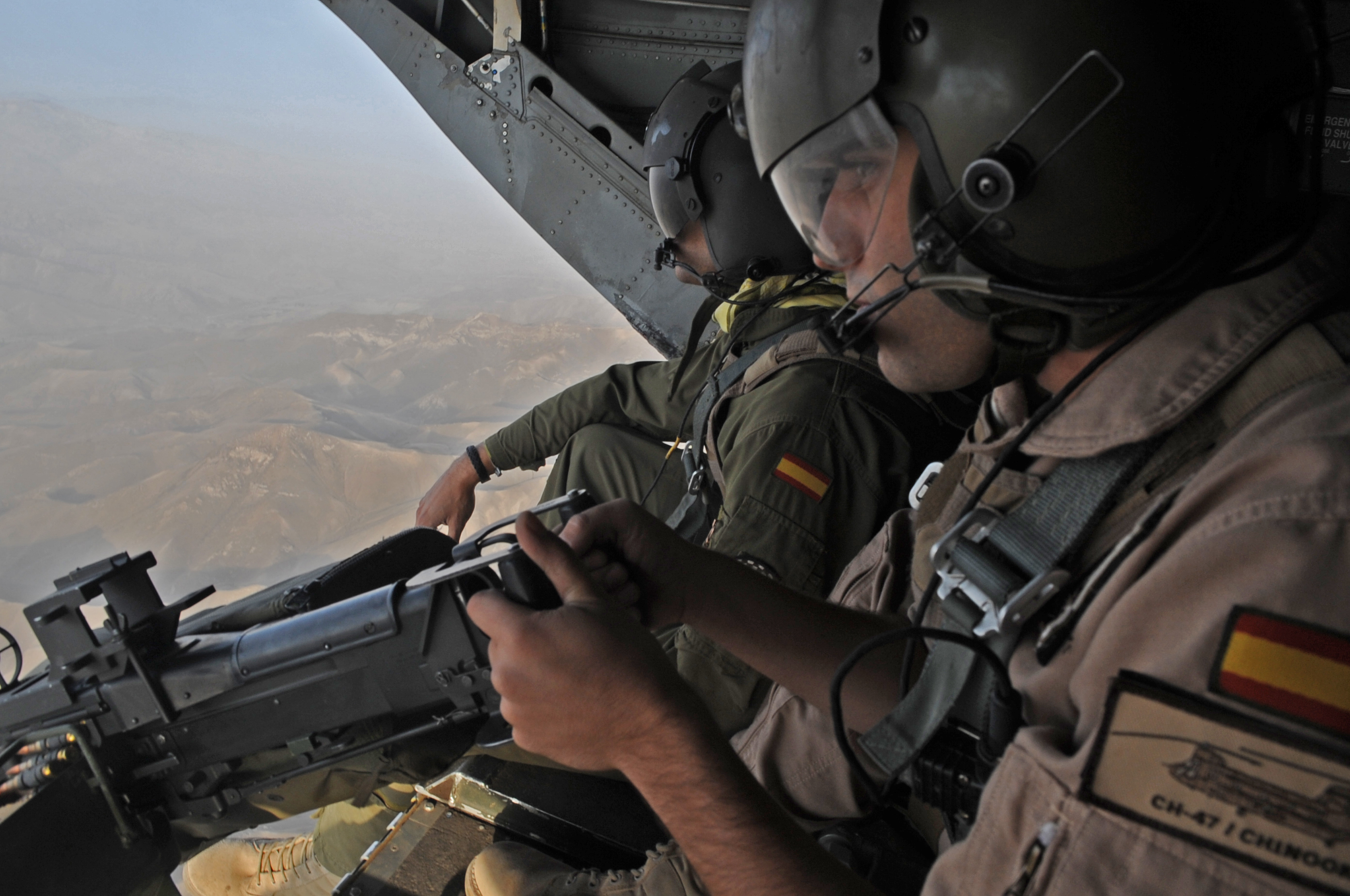
Soldados españoles en Afganistán

Las Fuerzas Armadas Españolas también han participado en los últimos años en otras misiones, sobre todo humanitarias y de observación: en Albania, en 1999; Mozambique, en marzo de 2000; República de Macedonia, en 2001; Haití, en 2004; Indonesia, en 2005. En 2006, España participó en Darfur (Sudán) con el envío de observadores, y en la República Democrática del Congo. También, se participó en la Guerra de Irak (2003-2004). En Gabón y Senegal para asegurar el tráfico marítimo en el Cuerno de África, este último con un contingente de treinta y tres guardias civiles y policías nacionales, junto con dos patrulleros y un helicóptero.
Además, en 2015, cuarenta y seis militares de la Unidad Militar de Emergencias y doce guardias civiles del Grupo de Alta Montaña de Jaca, acudieron para participar en labores de ayuda humanitaria y de rescate debido al terremoto de Nepal, junto con seis perros, tres policías científicos, y un Boeing 707 de transporte de suministros del Ejército del Aire.
Para el año 2019, el coste de estas misiones en el exterior ascendió a unos 1176 millones de euros. De entre todas las misiones, las más costosas son los grupos navales de la OTAN con casi 124 millones, la misión de las Naciones Unidas en Líbano con 112 millones o la coalición contra el Estado Islámico en Irak, con un coste de casi 110 millones.

## Presupuestos

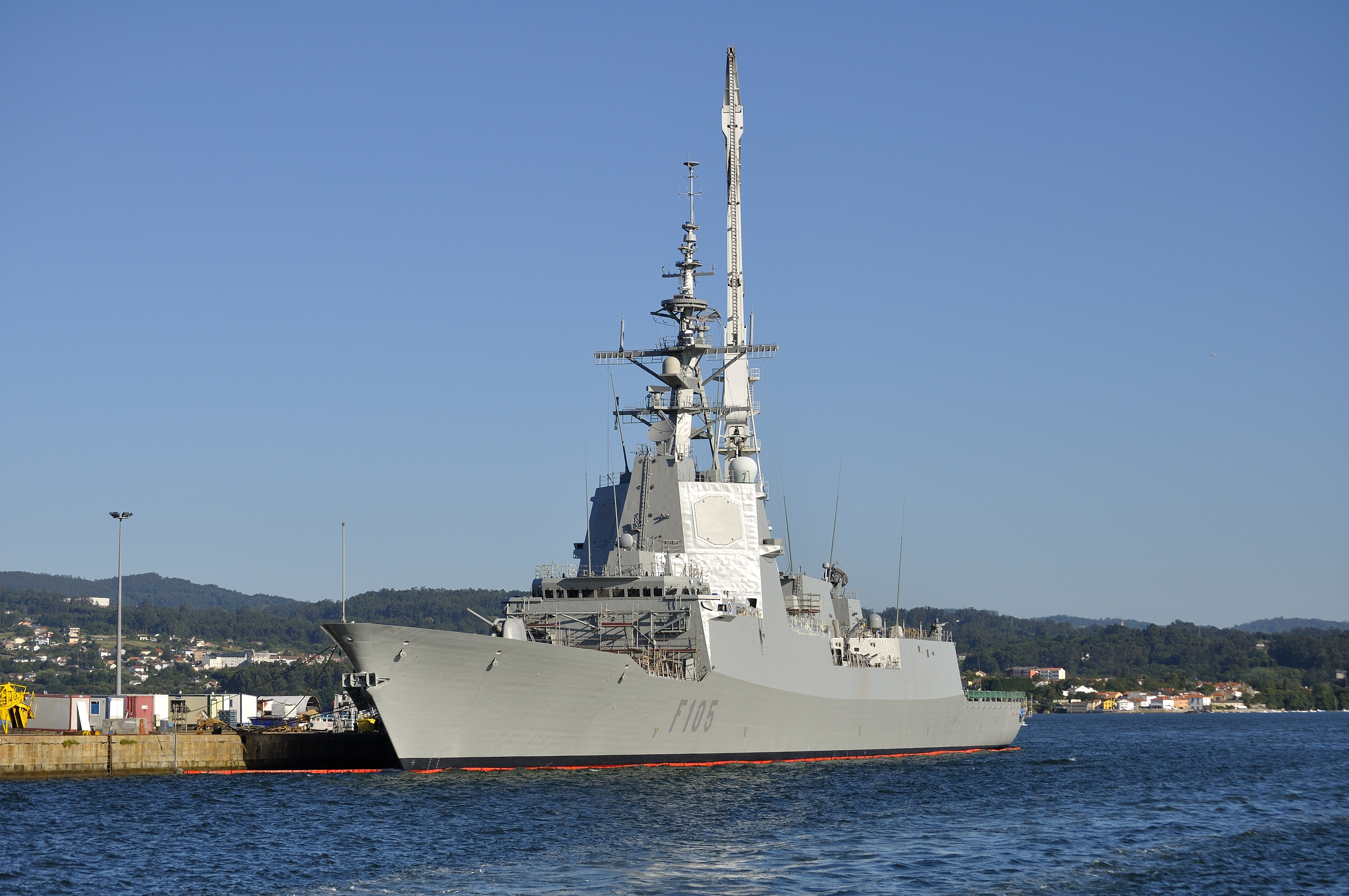
Fragata Cristóbal Colón (F-105) de la Armada española.

Para el ejercicio 2025, el Departamento de Defensa tiene un presupuesto inicial de 14 058,4 millones de euros.
De los dieciséis programas que tiene la Sección 14 (Ministerio de Defensa) del presupuesto, destacan tres que superan los 2000 millones cada uno: Programa 121M «Administración y Servicios Generales de Defensa», Programa 122B «Programas especiales de modernización» y Programa 122M «Gastos Operativos de las Fuerzas Armadas».

### Variaciones
Como es costumbre, el 25 de febrero de 2025 el Consejo de Ministros amplió el crédito del Ministerio en 567 millones para «gastos ocasionados por la participación de las Fuerzas Armadas Españolas en operaciones de mantenimiento de la paz». Posteriormente, en el primer Consejo de Ministros del mes de marzo se concedió un suplemento de crédito (aumento del crédito inicial) al Instituto de Vivienda, Infraestructura y Equipamiento de la Defensa (INVIED) para «atender necesidades de compensación económica por carencia de vivienda». Asimismo, en la misma reunión se transfirió al Ministerio un crédito de 344 millones para «atender necesidades de funcionamiento existentes». En el mes de abril, se realizó una transferencia de crédito de 2084 millones de euros al Ministerio para gastos ineludibles, así como se le dotó con otros 62,5 millones de euros del Fondo de Contingencia para gastos relacionados con la DANA de 2024. También, se le dotó de 368 millones más para sufragar el aumento salarial a los militares y otros 70,4 millones para retribuciones del personal al servicio del Departamento. En mayo, 699 millones fueron transferidos desde el Ministerio para la Transformación Digital y de la Función Pública para actuaciones relacionadas con el Plan Nacional de Ciberseguridad y, a finales de mes, otros 650 millones del Fondo de Contigencia fueron transferidos para gastos ocasionados por las Fuerzas Armadas en operaciones de mantenimiento de la paz. El 17 de junio se aumentó el crédito del Ministerio para pagar incentivos relacionados con el rendimiento de los militares durante la DANA. El 1 de julio se amplió en 9 millones el crédito del Instituto Social de las Fuerzas Armadas (ISFAS), el 22 de ese mes se sacaron del Fondo de Contingencia otros 497 millones para atender los gastos de las Fuerzas Armadas en operaciones de paz y, el 29, se transfirieron 8,8 millones del Ministerio de Transformación Digital para  el desarrollo de una infraestructura de comunicaciones inalámbricas de quinta generación (5G).
Con estas variaciones, el presupuesto final del Ministerio de Defensa para el año 2025 ascendió a 19 468 millones de euros en julio de 2025, frente a los 15 889 millones de euros que alcanzó a finales del ejercicio anterior. 

### Evolución
| Gasto consolidado del Ministerio de Defensa desde el año 2000 Datos cada dos años, salvo el más reciente (en millones de euros) |
| |
| Fuente: Presupuestos Generales del Estado. Ministerio de Hacienda.                                                              |

## Condiciones de ingreso
- Poseer la nacionalidad española. Para el ingreso en la escala de Tropa y Marinería, pueden participar además en el proceso de selección los nacionales de determinados países de Hispanoamérica, así como de Guinea Ecuatorial (en la convocatoria de 2017, dieciocho países).
- No estar privado de derechos fundamentales.
- No estar procesado.
- Carecer de inserciones o tatuajes que puedan ser contrarios a los valores constitucionales o atentar contra la imagen de las Fuerzas Armadas.[55]
- Poseer como mínimo el Título de Educación Secundaria Obligatoria (ESO) o sus equivalentes.
- Acreditar buena conducta ciudadana (carecer de antecedentes penales).
- Edad entre 18 y 29 años cumplidos dentro del año de la convocatoria.
- No ser objetor de conciencia.
- Para los que aspiren a la Escala Superior de Oficiales estar en posesión o en condiciones de obtener, antes de la fecha de inicio de la primera prueba, el documento acreditativo de haber superado las pruebas de acceso a las Facultades, Escuelas Técnicas Superiores y Escuelas Universitarias (Selectividad), es decir (2.º de Bachillerato + Selectividad).
- Para los que aspiren a las Escalas Medias de Suboficiales, estar en posesión o en condiciones de obtener, antes de la fecha de inicio de la primera prueba, el documento acreditativo de haber superado las pruebas del Curso de Orientación Universitaria (COU o 2.º de Bachillerato).
- Medir 155 cm en mujeres y 160 cm en hombres,  y no superar 203 cm.[56][57]A partir de 2023 este requisito se habría eliminado, no existiendo ninguna restricción de estatura para acceder a ninguna de las escalas del ejército.[58]

## Efectivos
De acuerdo al Anuario Estadístico Militar del año 2023, a finales de 2023 la Administración Militar (Ministerio de Defensa y Fuerzas Armadas) estaba integrada por 161 422 personas. De estas, el grueso, 145 835, eran militares, mientras que 15 587 eran civiles.

### Militar
| Situación administrativa          | Ejército de Tierra | Armada | Ejército del Aire y del Espacio | Cuerpos Comunes | TOTAL   |
| --------------------------------- | ------------------ | ------ | ------------------------------- | --------------- | ------- |
| Activo                            | 72 781             | 20 191 | 20 491                          | 2929            | 116 392 |
| Reserva                           | 14 164             | 4467   | 4727                            | 675             | 24 033  |
| Otras situaciones administrativas | 3185               | 627    | 1231                            | 367             | 5410    |
| Total                             | 90 130             | 25 285 | 26 449                          | 3971            | 145 835 |

### Civil
| Situación administrativa          | Funcionario de carrera | Laboral | Estatutario | TOTAL  |
| --------------------------------- | ---------------------- | ------- | ----------- | ------ |
| Activo                            | 3469                   | 9735    | 2103        | 15 307 |
| Otras situaciones administrativas | 58                     | 71      | 151         | 280    |
| Total                             | 3527                   | 9806    | 2254        | 15 587 |

## Reserva

### Reserva de los militares de carrera
Los miltiares de carrera pasan a la situación de reserva en los siguientes casos:
1. Al cumplir cuatro años en el empleo de general de brigada, siete años entre los empleos de general de brigada y general de división y diez años entre los anteriores y el de teniente general.
2. Al cumplir seis años en el empleo de coronel, en el de teniente coronel de las escalas técnicas de los cuerpos de ingenieros y de la escala de oficiales enfermeros y en el de suboficial mayor. Los que al corresponderles pasar a esta situación tengan menos de cincuenta y ocho años de edad, lo harán en la fecha que cumplan la citada edad.
3. Los militares de carrera de las categorías de oficiales y suboficiales pasarán en todo caso a la situación de reserva al cumplir sesenta y un años de edad y los de la categoría de tropa y marinería al cumplir cincuenta y ocho años.
4. Por decisión del Gobierno, que mediante real decreto acordado en Consejo de Ministros, a propuesta del Ministro de Defensa, podrá acordar que los oficiales generales pasen a la situación de reserva.
5. Por decisión propia; los militares de carrera podrán pasar a la situación de reserva con carácter voluntario en los cupos que autorice periódicamente el ministro de Defensa para los distintos empleos, zonas de escalafón, escalas y especialidades, con arreglo a las previsiones del planeamiento de la defensa, siempre que se tengan cumplidos veinticinco años de tiempo de servicios en las Fuerzas Armadas.

### Reservistas voluntarios
El Ejército de Tierra, la Armada, el Ejército del Aire y del Espacio y los Cuerpos Comunes de la Defensa (Jurídico, Sanidad, Música) cuentan con reservistas voluntarios en sus filas. Esta figura fue creada en 1999, aunque no se convocaron las primeras 340 plazas hasta diciembre de 2003. Desde este año se vienen ofertando plazas en una convocatoria anual mediante el proceso selectivo por el sistema de concurso (en 2005 y 2006, hubo dos convocatorias cada año). Un reservista voluntario es un civil que desea aportar, de forma voluntaria y temporalmente, sus capacidades, habilidades y conocimientos en las diferentes misiones que llevan a cabo las Fuerzas Armadas españolas, en el cumplimiento de la función que la Constitución española les asigna, y como respuesta a los compromisos asumidos por el Gobierno de España.
Los reservistas voluntarios pueden ascender en sus respectivos empleos militares. El modo de hacerlo y los empleos máximos que pueden alcanzar se regula mediante desarrollo reglamentario (R.D. 383/2011, de 18 de marzo, por el que se aprueba el Reglamento de Reservistas de las Fuerzas Armadas).

### Reservistas de Especial Disponibilidad
Los Reservistas de Especial Disponibilidad dejan de ser militares y vuelven a ser personal civil mientras no sean activados por Consejo de Ministros, alcanzan dicha consideración al ser cesados obligatoriamente tras cumplir 45 años de edad y disponer al menos de 18 años de servicios en activo. Con carácter excepcional pueden permanecer hasta la edad de 47 años siempre y cuando no hayan alcanzado los 18 años de servicios. Los Reservistas de Especial Disponibilidad cobran una asignación por disponibilidad abonada por el Órgano Central del Ministerio de Defensa en doce mensualidades anuales y pueden permanecer en dicha situación hasta su jubilación a los 65 años acorde a su ley. Dicha asignación por disponibilidad carece de retenciones y no tributa a la Seguridad Social. La legislación aplicable para dichos reservistas es la Ley 8/2006, de Tropa y Marinería en su capítulo V, de los reservistas de especial disponibilidad.
Igualmente se han creado asociaciones de exmilitares en situación de Reservistas de Especial Disponibilidad para la defensa efectiva de sus derechos, acorde a la misma ley que los cesa en cuanto a formación y empleabilidad. Dichas asociaciones son la Asociación de Reservistas de Especial Disponibilidad (ARRED), la Sociedad Colaborativa de Reservistas de Especial Disponibilidad (SOCORED) y en constitución la UMT Red (escisión de la asociación profesional dedicada a dicho colectivo).

### Reservistas obligatorios
Además de los tres grupos anteriores, existe la figura del reservista obligatorio. Todo español es reservista en aplicación del derecho y deber constitucionales de defender a España. De acuerdo a la actual regulación, este grupo se limita a los españoles que en el año cumplan una edad comprendida entre diecinueve y veinticinco años.

## Estructura de mando
De acuerdo con el artículo 62 de la Constitución española, le corresponde al rey «el mando supremo de las Fuerzas Armadas». El artículo 2 de la Ley 39/2007, de 19 de noviembre, de la carrera militar, regula el empleo militar del rey: «El Rey tiene el empleo militar de capitán general del Ejército de Tierra, de la Armada y del Ejército del Aire, máximo rango militar que le corresponde en exclusiva como mando supremo de las Fuerzas Armadas». En cuanto a la forma de ejercer este cargo por el rey, el artículo 97 de la Constitución establece que: «El Gobierno dirige la política interior y exterior, la Administración civil y militar y la defensa del Estado», y el artículo 64 estipula que «Los actos del Rey serán refrendados por el Presidente del Gobierno y, en su caso, por los Ministros competentes».

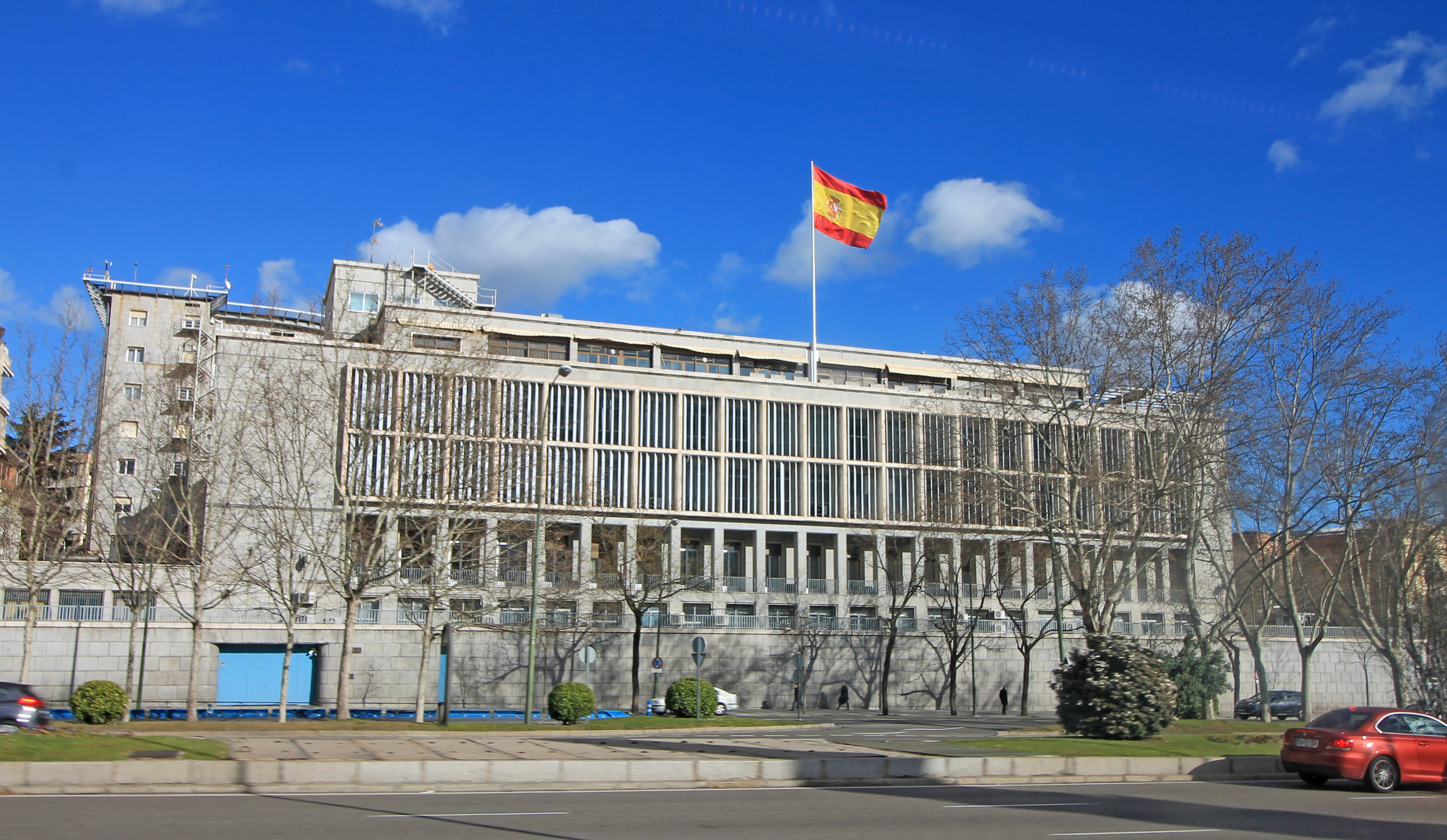
Sede del Estado Mayor de la Defensa en Madrid.

El mando operativo de las Fuerzas Armadas recae en el jefe de Estado Mayor de la Defensa (JEMAD), que dirige el Estado Mayor de la Defensa, y que ostenta empleo de general de ejército, almirante general o general del aire dependiendo de la rama de las Fuerzas Armadas a la que pertenezca. El resto de la cúpula militar está formada por jefe de Estado Mayor del Ejército de Tierra (JEME), jefe de Estado Mayor del Ejército del Aire y del Espacio (JEMAE) y el jefe de Estado Mayor de la Armada (AJEMA), que dirigen, a su vez, cada una de las ramas militares de las Fuerzas Armadas.
El nombramiento de los jefes de Estado Mayor compete al rey, a propuesta del presidente del Gobierno o del ministro de Defensa, según corresponda. Los tres Ejércitos dependen del Ministerio de Defensa.
La actual estructura de mando es:
1. Mando supremo: Felipe VI, capitán general del Ejército de Tierra, de la Armada y del Ejército del Aire y del Espacio.
2. Presidente del Gobierno: Pedro Sánchez.
3. Ministra de Defensa: Margarita Robles.
4. Jefe de Estado Mayor de la Defensa (JEMAD): almirante general Teodoro Esteban López Calderón.[65]
5. Jefe de Estado Mayor del Ejército de Tierra (JEME): general de ejército Amador Fernando Enseñat y Berea.[66]
6. Jefe de Estado Mayor de la Armada (AJEMA): almirante general Antonio Martorell Lacave
7. Jefe de Estado Mayor del Ejército del Aire y del Espacio (JEMA): general del aire Javier Salto Martínez-Avial.[67]

## Asociaciones profesionales
Como consecuencia de la aprobación de la Ley de Derechos y Deberes de las Fuerzas Armadas (Ley Orgánica 9/2011), quedó aprobada la existencia de las asociaciones profesionales, que a similitud de la Guardia Civil, quedarían encuadradas en un órgano dependiente del Ministerio de Defensa que solicitaría, decidiría y consultaría la redacción de los textos normativos que, de ahora en adelante, debieran aprobarse por parte del Ministerio de Defensa, teniendo en cuenta a sus administrados (los militares), en lugar de como se había venido haciendo mediante anteriores Consejos Asesores de Personal en los Ejércitos y en los Cuerpos Comunes, que terminaron por desaparecer ante su escaso interés e influencia para cambiar normativas o dirimir los deseos de los colectivos militares, que incipientemente formaban asociaciones profesionales semiclandestinas (ya que carecían de legislación propia). De dicha legislación nacieron dos nuevos órganos, que ya están en funcionamiento: el Consejo de Personal de las Fuerzas Armadas, adscrito a la Subsecretaría de Defensa, y el Observatorio de la Vida Militar, adscrito a las Cortes Generales.
La ley definía, asimismo, la existencia de un registro propio de asociaciones profesionales que, a diferencia del Ministerio del Interior, incluyese en exclusiva las asociaciones que tuviesen en sus articulados una serie de puntos de obligado cumplimiento, constriñendo lo recogido en la Ley Orgánica 1/2002 que recoge el derecho de asociación. Este registro, denominado RAPFAS, es el encargado de tramitar todos los procesos que atañen a este tipo de organizaciones.
En este registro se encuentran diferentes tipos de asociaciones profesionales amparadas por la Ley 9/2011, las que representan a todas las escalas como la Asociación Unificada de Militares Españoles (AUME). También está APROFAS (asociación profesional de oficiales de las fuerzas armadas) que es solo para oficiales de los dos ejércitos y la Armada y la de suboficiales ASFASPRO. También está la asociación militar TERVIES (Tercios Viejos Españoles) que representa a oficiales, suboficiales y tropa y marinería de los dos ejércitos y la Armada y las que representan a una sola escala como las de tropa y marinería ATME y UMT entre otras. Esta última, la UMT-Unión de Militares de Tropa, es actualmente, a fecha de 13 de agosto de 2021, la asociación militar de tropa y marinería mayoritaria en la escala de tropa de y marinería que actualmente existe en España. Y por último aunque minoritaria en el asociacionismo militar está MCF/CDU (Militares Con Futuro/Ciudadanos De Uniforme) que en teoría representa a oficiales, suboficiales y tropa y marinería.

## Igualdad entre sexos
Las mujeres tienen derecho a incorporarse a las Fuerzas Armadas de España desde febrero de 1988. La primera mujer que accedió a la Academia General Militar de Zaragoza fue Patricia Ortega. Fue la única mujer de su promoción. En 2009, fue ascendida a teniente coronel, en 2016 a coronel, y en 2019, fue la primera mujer en acceder a la formación para llegar a general.
Desde 2015, cuando la Ley de Régimen Disciplinario de las Fuerzas Armadas y el Código Penal Militar tipificaron el acoso sexual como falta muy grave o delito, hasta 2017 se abrieron cuarenta procedimientos (veinte de carácter penal y veinte disciplinarios) en el Ejército, según datos del Ministerio de Defensa.
En la escala de oficiales de 2018, todos los generales en activo, 221, eran hombres; de los coroneles, 1040 son varones y 3 mujeres; en el grado de teniente coronel, 3080 hombres y 160 mujeres. En la escala de suboficiales, hay una mujer suboficial mayor, y en la de tropa y marinería, siete mujeres cabos mayores.
En 2018, el porcentaje de mujeres en las Fuerzas Armadas era del 12,7 %, superaba a la media de los integrantes de la OTAN, que era del 10,9 %. La mayoría de las mujeres, el 81,4 %, prestaba servicio en la escala de tropa y marinería. El personal femenino representaba el 8,9 % de los oficiales, el 5 % de los suboficiales, y el 16,3 % de soldados y marineros.
Ese mismo año, de las 15 286 militares españolas, 8926 formaban parte del Ejército de Tierra (58,4 %), 2674 de la Armada (17,5 %), 2881 del Ejército del Aire (18,8 %) y 805 (5,3 %) de los Cuerpos Comunes.
La Guardia Civil, a la que también abrió el acceso el Real Decreto Ley de 1988, contaba en 2018 con más de 5000 integrantes femeninas, el 7 % de la plantilla.
Desde el año 1993, las mujeres participan en las misiones internacionales; 785 de ellas lo hicieron en 2017, el 7,5 % de todo el personal desplegado.

## Extranjeros
De acuerdo con los datos ofrecidos por el Ministerio de Defensa a fecha de diciembre de 2015, en las Fuerzas Armadas había un total de 315 militares extranjeros, es decir, un 0,26 % frente a los 121 292 nacionales (99,74 %).

## Material actual
- Ejército de Tierra: Anexo:Materiales del Ejército de Tierra de España
- Ejército del Aire y del Espacio: Anexo:Aeronaves y armamento del Ejército del Aire y del Espacio de España
- Armada: Buques y aeronaves de la Armada Española
- Infantería de Marina: Anexo:Materiales de la Infantería de Marina Española

## Símbolos
- Galería de los escudos y emblemas de las Fuerzas Armadas de España
- Lemas de unidades de las Fuerzas Armadas de España